# Passiflora jorullensis
Passiflora jorullensis is een passiebloem die is vernoemd naar de vulkaan El Jorullo in Mexico, de plaats waar het type-exemplaar werd verzameld. In de bladoksels ontspringen de ranken waarmee de plant zich vasthecht. De bladstelen zijn 2–7 cm lang. De afwisselend geplaatste bladeren zijn gaafrandig, glad en ondiep tweelobbig of drielobbig met een kleine middenlobje. Op het blad zitten nectarklieren.
De bloemstelen staan in paren in de bladoksels en zijn tot 5 cm lang. De bloemen bloeien in tegenstelling tot de meeste andere passiebloemen twee dagen in plaats van één dag. Ze zijn 3,5–4,5 cm breed en verspreiden een onaangename geur. De kelkbladeren zijn geelgroen en tot 2,5 × 0,5 cm groot. De nauwelijks zichtbare kroonbladeren zijn bleekgroen tot crèmekleurig en tot 0,8 × 0,3 cm groot. De corona bestaat uit een rij filamenten, die de eerste dag roodoranje, oranjerood of roodachtig aan de basis en bleekgroen aan de uiteinden zijn en de tweede dag geheel naar paarsroze of paarsachtig verkleuren. De vruchten zijn bolvormig, 1–1,6 cm groot en zwartachtig paars van kleur.
Passiflora jorullensis komt van nature voor in de gematigde bergstreken van het midden tot het zuidwesten van Mexico, waar hij groeit op 1300–1800 m hoogte. De plant kan in België en Nederland in de vensterbank of de gematigde kas worden gehouden. In de zomer kan de plant buiten worden gezet. De plant kan worden vermeerderd door zaaien of stekken.
Passiflora 'Sunburst' is een bekende kruising van Passiflora jorullensis en Passiflora gilbertiana die is ontwikkeld door Patrick Worley. Deze hybride is in 1983 op de markt geïntroduceerd. De bloemen van deze plant geuren nog onaangenamer dan zijn ouderplanten. De geur doet denken aan mottenballen of slechte adem.

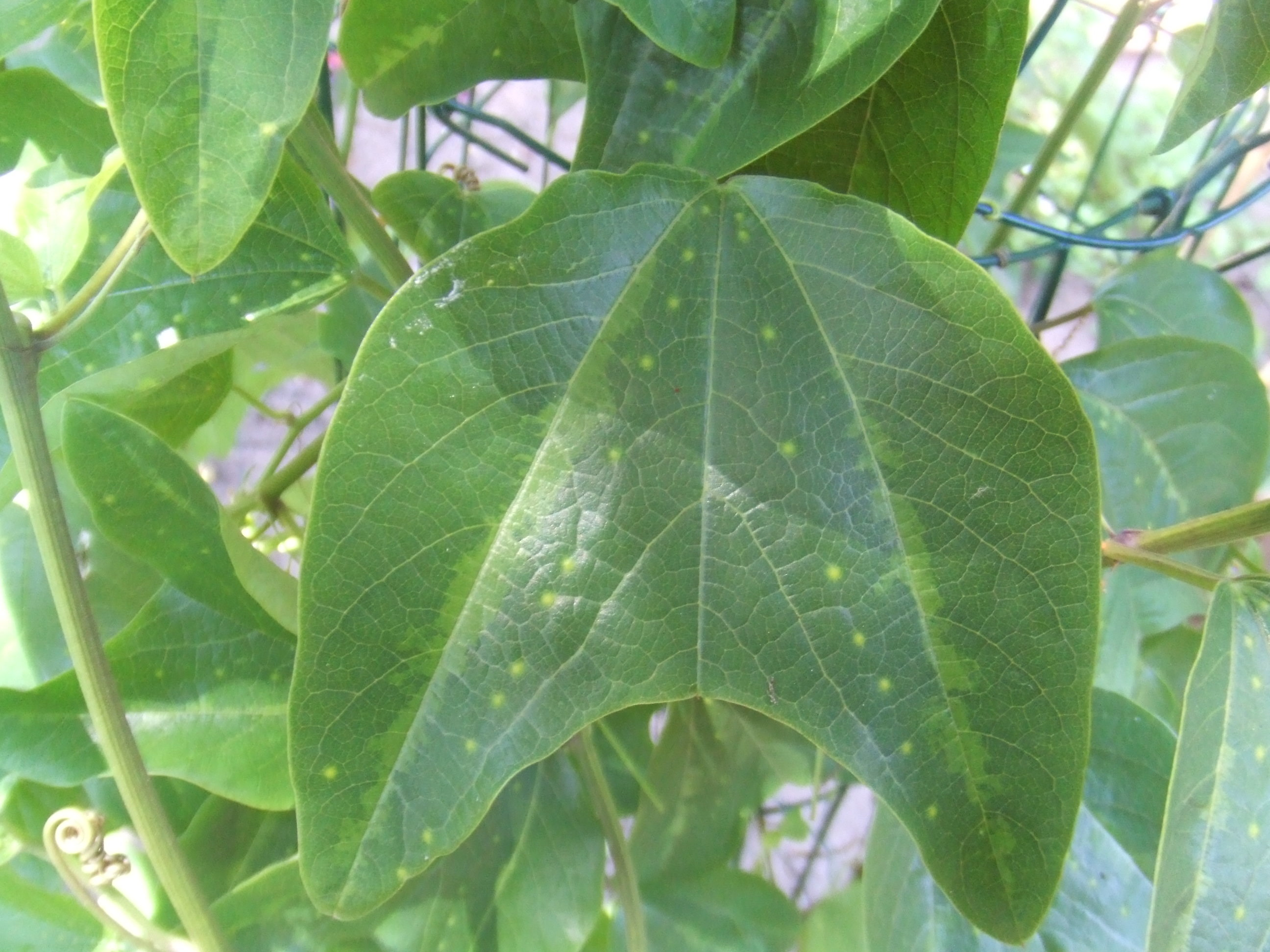
Blad met nectarklieren

... · 
P. alata · 
P. aurantia · 
P. biflora · 
P. caerulea (Blauwe passiebloem) · 
P. citrina · 
P. coccinea · 
P. coriacea · 
P. edmundoi · 
P. edulis · 
P. edulis forma edulis · 
P. edulis forma flavicarpa · 
P. foetida · 
P. gibertii · 
P. herbertiana · 
P. incarnata · 
P. jorullensis · 
P. kermesina · 
P. laurifolia · 
P. ligularis · 
P. lindeniana · 
P. loefgrenii · 
P. lutea · 
P. morifolia · 
P. murucuja · 
P. organensis · 
P. picturata · 
P. punctata · 
P. quadrangularis · 
P. racemosa · 
P. rubra · 
P. serratifolia · 
P. suberosa · 
P. subpeltata · 
P. tarminiana · 
P. tulae · 
P. vitifolia · 
P. xishuangbannaensis · 
P. yucatanensis · 
...